# DB 420
DB 420(DB Class 420) 전동차는 독일의 뮌헨, 슈투트가르트, 라인-마인 지역(프랑크푸르트), 라인-루르 지역(쾰른, 도르트문트) 지역 S-반에 사용하는 차량이다. 일부 차량은 스웨덴 스톡홀름에 통근용으로 수출되었다.

## 역사
1972년 뮌헨에 S-반이 개통되었을 때 및 1972년 하계 올림픽을 위한 새로운 차량이 필요하였다. 3량 편성의 420 차량은 성공적이었고, 뮌헨 이외에도 라인-루르, 라인-마인, 슈투트가르트의 S-반에도 도입되었다. 쾰른과 뒤셀도르프에서 사용하였던 기관차와 객차 편성 등 과거 S-반 차량은 다른 도시로 이전하였다. 초기 도색은 흰 바탕에 오렌지색 줄무늬 도색이었으나, 이후 도이체 반의 빨간 도색으로 다시 칠해졌다.
423 등 새로운 S-반 차량이 도입되면서 420 차량은 점차 폐차되고 있다. 슈투트가르트 지역에 남아 있는 420은 2013년까지 대차될 예정이다. 뮌헨에서는 2004년 12월 3일까지 전 차량이 대차되었으며, 프랑크푸르트에는 아직까지 420 차량이 운행 중이다. 라인-루르 지역에는 S-반 S7/S9호선에 마지막으로 운행되었으며, 각각 2008년 11월 17일/2009년 2월 27일 마지막으로 운행하였다.
최초 생산된 420 001 편성은 2004년 12월 종운 행사 이후 동태 보존되었으며, 420 002 편성은 정태 보존할 예정이었으나, 선두차 1량을 제외한 나머지 차량의 상태가 좋지 못하여 선두차만 보존되었다.

### 스웨덴
2000년대 초반 스톡홀름 통근 열차에 사용되었던 X1, X10 차량의 폐차를 앞두고 SL에서는 새로운 차량을 발주하였다. 차량 인도 시기와 폐차 시기 사이에 잠깐 동안 사용할 차량을 위해서, 덴마크 DSB에서 객차 일부(Bn)와 독일에서 420 전동차를 주문하였다. 스웨덴과 독일의 전차선 전압이 같기 때문에 간단한 개조만으로 쉽게 사용할 수 있었다.
공식적인 차량 소유자는 DB 레지오 스베리예 AB(DB Regio Sverige AB)이며, 시티펜델른(Citypendeln)에 운영을 위탁하였다. 2001년 가을에 첫 차량이 스웨덴으로 반입되었고, 모탈라 베르크스타드에서 스웨덴 ATC 신호, 도색, 전두부 개조를 거쳤다. 2003년 1월 스톡홀름에서 첫 운행을 시작하였다. 스웨덴에서 불렸던 호칭은 X420이다.
2006년 새로운 X60 차량이 도착하고, 중검수를 받기 직전 모든 차량이 폐차되었다.

### ET 420Plus
후기 생산분 420 차량 중 일부는 ET 420Plus 개량 계획의 일부로 개조되었다. 전면부의 행선 표시기를 LED 방식으로 교체하였고, 자동 출입문 취급 장치를 설치하였다. 냉난방 장치가 추가되어 창문이 고정형으로 바뀌었다. 차량간 관통문도 투명 유리가 장착된 자동문으로 바뀌었다.
실내 구성은 회색 배경에 파란색 시트가 설치된 의자로 바뀌었다. 좌석 상단에는 스테인리스 스틸 봉이 설치되었고, 소화기의 위치도 화물칸에서 좌석 아래쪽으로 바꾸었다. 자동 안내방송 시스템이 추가되었고, 정차역 표시기가 추가되었다. 큰 비용을 들이지 않고 차량을 개선한다는 목적으로 2006년 4월 10일 슈투트가르트 지역 S-반에 투입되었으나, 슈투트가르트에서는 2013년까지 새로운 차량을 도입할 예정이다.

## 차량

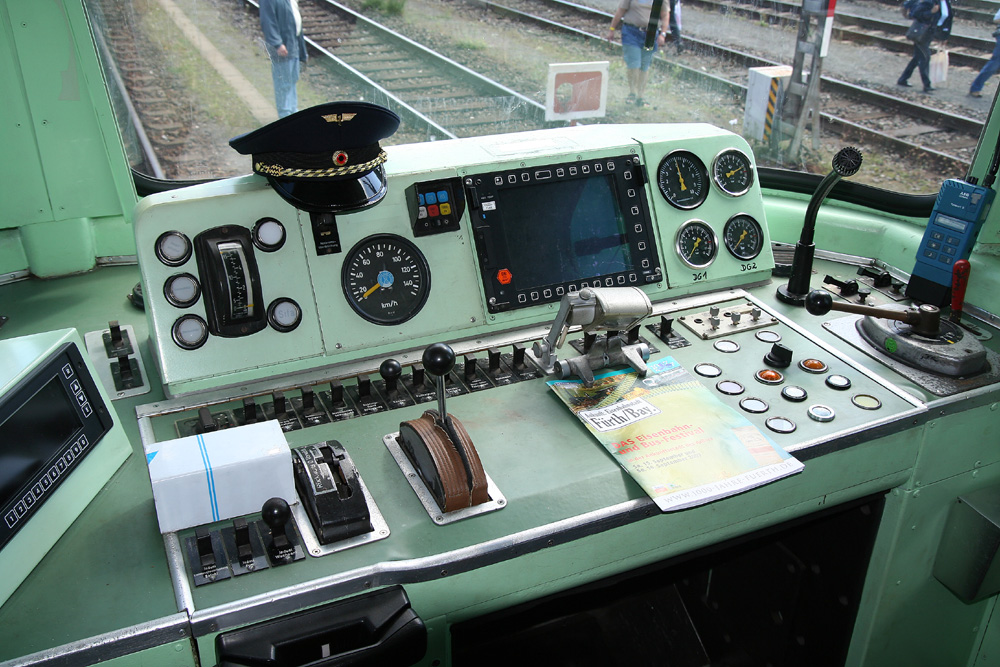
운전석

3량 1편성으로, 편성 내 이동은 불가능하다. 초기 생산분은 선두차는 스틸, 중간차는 알루미늄 차체를 사용하였고, 후기 생산분부터는 전 차량 알루미늄 차체를 사용한다. 모든 차량에는 자동 연결기를 설치하였다. 원래 구성에는 1등석과 2등석이 나뉘어 있으나, 뮌헨 지역에서는 1등석과 2등석 구분을 없앴고, 프랑크푸르트 지역에서는 1등석 공간을 절반으로 축소하였다. 1량에는 출입문이 한 쪽에 4개씩 장착되어 있으며, 최후기 생산분(플러그 도어)을 제외한 모든 차량은 포켓 슬라이딩 도어를 사용한다.
제작 당시에는 전력 계통이 이중으로 장착되어 있으며, 주 변압기, 집전 장치, 축전기가 2개씩 장착되어 있었다. 실제 운행 시에는 둘 중 하나의 계통은 꺼야 했다. 이후 사용하지 않는 전력 계통은 철거되었다. 모든 대차는 동력 대차이며, 사이리스터 제어를 사용한다.